# المهبولة
المهبولة هي منطقة من مناطق محافظة الأحمدي في الكويت. وهي منطقة ساحلية تقع بين الفنطاس وأبو حليفة. يقال أن سبب اسمها الغريب نسبة لامرأة مختلة العقل كانت تقيم بها وكانت تخيف الناس، ويقال انه أيضاً هناك سبباً آخر، وهو أن المنطقة كانت مرتفعة، فلم تكن تحتفظ بمياه الأمطار لنفسها بل كانت تفيض به على غيرها، فنعتت بهذا الوصف لعدم احتفاظها بما ينفعها لنفسها.

## التاريخ
في منتصف العقد الأول من القرن الحادي والعشرين، كانت المنطقة مهجورة. لم يكن بها سوى بعض المباني القديمة والشوارع الغير آمنة. في عام 2013، أعلنت شركة نفط الكويت عن خطط لتوسيع أعمالها، مما أدى إلى ازدهار كبير في التطوير السكني في المناطق المجاورة، بما في ذلك منطقة المهبولة. بحلول عام 2016، ظهرت عشرات المباني السكنية.

## ازدهار المنطقة
شهدت المنطقة في السنوات الأخيرة ازدهارًا ملحوظًا في سوق العقارات، حيث تضم عشرات المباني الشاهقة والأبراج السكنية في مراحلها النهائية، بالإضافة إلى شوارع مُعبّدة حديثًا. ذكرت صحيفة "كويت تايمز" أن بعض المنشآت لا تخلو من المخالفات والتلاعب في عدد الطوابق المسموح بإنشائها. كما ذكرت الصحيفة ارتفاع أسعار إيجارات الشقق هناك تماما كما في المناطق السكنية المحيطة. في أكتوبر 2024، وافق المجلس البلدي على طلب شركة البترول الوطنية الكويتية بتخصيص موقع لمحطة وقود في منطقة المهبولة. في فبراير 2025، نظم أعضاء نادي الأصدقاء الدولي رحلة جماعية لاستكشاف مختلف معالم الكويت السياحية. وشارك في هذه الرحلة مجموعة من السفراء والدبلوماسيين وأعضاء وأصدقاء النادي. توقف الوفد أيضا لتناول غداء فاخر في فندق بارك إن بمنطقة المهبولة. في 22 يوليو 2025، استضاف منتدى مهندسي تاميل نادو (الكويت) بنجاح الندوة الفنية الخامسة في فندق بارك إن بمنطقة المهبولة. كانت الأمسية مليئة بالابتكار وتبادل المعرفة.